# Instituto Coreano para a Unificação Nacional
O Instituto Coreano para a Unificação Nacional (em coreano:  통일연구원) é um gabinete estratégico estabelecido pelo governo sul-coreano, cujo objetivo é centrado nas questões relacionadas à reunificação da Coreia.

## História
Na década de 1990, o instituto foi estabelecido como um centro de investigação sobre a Coreia do Norte.
Em 2010, o instituto realizou uma entrevista com trinta e três desertores da Coreia do Norte e descobriu que a disseminação da Onda Coreana (hangul: 한류; hanja: 韓流; rr: Hallyu; MR: Hallyu), foi um dos principais fatores que encorajaram alguns norte-coreanos a arriscar suas vidas para fugir para a Coreia do Sul.